# 衛周祚
衛周祚（1612年—1675年），字文錫，號文石，山西曲沃縣人。明末清初政治人物。

## 生平
衛周胤之弟。崇禎九年（1636年）丙子科山西乡试舉人第一名（解元）。崇禎十年（1637年）考中丁丑科進士，户部觀政，本年六月授永平府推官，十四年考选户部江西司主事，累官戶部郎中。
崇禎十七年（1644年），甲申之變，北京城破，周祚降李自成。清軍入關後，又歸附，任吏部考功司郎中。再迁刑部侍郎。官至保和殿大學士，戶部尚書，康熙十四年（1675年）卒，諡文清。

## 事跡
康熙十一年（1672年），卫周祚奏请纂修《大清一统志》，稱“各省《通志》尚多阙略，宜饬儒臣修纂。举天下地理、形势、户口、田赋、风俗、人才灿然具列汇为《一统志》，以备御览”。清圣祖令礼部议奏，最終颁令修志。

## 家族
曾祖卫斝，贡士；祖卫根阳，贡士；父卫嘉遇。兄衛周胤。